# Robin Smith
Robin Smith (ur. 17 lipca 1943 roku w Kilmarnock) – brytyjski kierowca wyścigowy.

## Kariera
Smith rozpoczął karierę w międzynarodowych wyścigach samochodowych w 1975 roku od startów w Interserie. Z dorobkiem pięciu punktów uplasował się tam na 33 pozycji w klasyfikacji generalnej. W późniejszych latach Brytyjczyk pojawiał się także w stawce Europejskiej Formuły Renault, Shellsport International Series, 24-godzinnego wyścigu Le Mans, Brytyjskiej Formuły 1, Formula 1 Race of Champions, SCCA Budweiser Can-Am Challenge, World Championship for Drivers and Makes, FIA World Endurance Championship, Thundersports, World Sports-Prototype Championship, SAT 1 Supercup, Brytyjskiej Formuły 3000, Interserie Div. 1, Global GT Championship, IMSA World Sports Car Championship, International Sports Racing Series, Sports Racing World Cup oraz FIA Sportscar Championship.